# Maria Carlota Niero Rocha

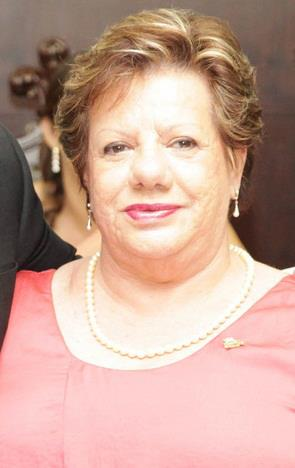
Retrato de Maria Carlota Niero Rocha, ex-prefeita de Jaboticabal (SP), em evento público.

Maria Carlota Niero Rocha (nascida em 6 de agosto de 1947), é uma educadora, sindicalista e política brasileira. Foi a primeira mulher a ocupar o cargo de prefeita do município de Jaboticabal, no interior do estado de São Paulo. Destacou-se por sua atuação na defesa da educação pública e dos direitos dos trabalhadores da rede estadual de ensino, com participação ativa na APEOESP – Sindicato dos Professores do Ensino Oficial do Estado de São Paulo.

## Formação e carreira docente
Maria Carlota formou-se em Geografia pela Pontifícia Universidade Católica de Campinas (PUC-Campinas) e em História pela Faculdade Barão de Mauá, em Ribeirão Preto. Atuou como professora da rede estadual por várias décadas, dedicando-se à educação pública e ao fortalecimento da escola democrática.

## Atuação sindical
Sua militância sindical consolidou-se por meio da APEOESP, onde atuou como diretora estadual e coordenadora da subsede de Jaboticabal. Participou de greves, mobilizações e negociações salariais em defesa da valorização do magistério. Ganhou destaque como uma das lideranças femininas mais expressivas da entidade durante as décadas de 1980 e 1990.

## Trajetória política
Maria Carlota iniciou sua carreira política como vereadora em Jaboticabal, sendo eleita pela primeira vez em 1988, para o mandato de 1989–1992. Foi reeleita para o mandato seguinte, entre 1993 e 1996.
Em 1996, foi eleita prefeita de Jaboticabal, tornando-se a primeira mulher a ocupar o cargo. Foi reeleita em 2000 e permaneceu no Executivo municipal até 2004. Sua gestão foi marcada por políticas voltadas à justiça social, ao funcionalismo público e ao desenvolvimento sustentável.

### Iniciativas administrativas
Durante sua administração como prefeita, destacam-se as seguintes iniciativas:
- Assentamento rural – viabilizou a implantação de assentamentos, promovendo o acesso à terra e a inclusão produtiva de famílias em situação de vulnerabilidade;[6]
- Aterro sanitário – garantiu a aquisição do terreno e os trâmites legais para a criação do novo aterro sanitário municipal, contribuindo para a modernização da gestão de resíduos sólidos;[7]
- Defesa do SAAEJ – atuou pela manutenção do SAAEJ (Serviço Autônomo de Água e Esgoto de Jaboticabal) como patrimônio público municipal, defendendo sua autonomia e serviços de qualidade;[8]
- Secretaria do Meio Ambiente – criou a Secretaria Municipal de Meio Ambiente de Jaboticabal, com foco em educação ambiental, reflorestamento e políticas sustentáveis;[9]

Em 2012, retornou ao Legislativo como vereadora, exercendo mandato entre 2013 e 2016.

## Vida pessoal
Maria Carlota é filha de Elza Niero Rocha e José Barros Rocha (falecidos). Teve três irmãos: José Luiz Niero Rocha, José Eduardo Rocha (falecidos) e Luiz Roberto Niero Rocha. É tia de Marcelo Linardi Niero Rocha, Lígia Linardi Niero Rocha e Eduardo Linardi Niero Rocha (filhos de José Eduardo e Regina Linardi Rocha), e de Pedro Luiz Messana Niero Rocha (filho de Luiz Roberto e Regina Messana Rocha).

## Homenagens
Ao longo de sua trajetória, foi homenageada por instituições de ensino, entidades sindicais e órgãos públicos por sua contribuição à educação, à política local e à causa dos trabalhadores.